# Pitcairnia lindae
Pitcairnia lindae är en gräsväxtart som beskrevs av Julio Betancur. Pitcairnia lindae ingår i släktet Pitcairnia och familjen Bromeliaceae.
Artens utbredningsområde är Colombia. Inga underarter finns listade i Catalogue of Life.